# 艾馬克語
艾馬克語或艾馬其語（Aimaq or Aimaqi；艾瑪克語：ایماقی ）是阿富汗中西北部（哈扎拉賈特的西部）及伊朗東部的艾馬克人所說的占主導地位之東部波斯語的語言變體之一種。艾馬克語接近波斯語的達利語變體。艾瑪克人的識字率被認為是介於5-15%之間。

## 參閱
- 艾馬克人
- 哈扎拉吉語

## 外部連結
- Aimaq-Ethnologue （页面存档备份，存于）